# Radio Universo 970 AM (Paraguay)
Radio Universo 970 AM, es una emisora radial de amplitud modulada emitida en la frecuencia número 970 en AM, transmitiendo desde el Edificio Multimedia, sobre la avenida Mariscal López en Asunción, Paraguay.

## Historia
Fundada el 25 de mayo de 1999, bajo la dirección general de Alejandro Guillermo Domínguez. A partir del 15 de abril de 2015 pertenece al Grupo Nación de Comunicaciones.
Bajo el eslogan Todas las caras de la realidad, desde el 15 de agosto de 2019 pasa de llamarse Radio 970 AM a Universo 970 AM.
Los medios asociados a la radio son: el canal de televisión por cable GEN, el diario La Nación digital y el portal hoy.com.py. 

## Programas
- Tarde y Temprano
- Así Son las Cosas
- Arriba Hoy
- Dos en la Ciudad
- Versus
- Tarde de Perros
- Cuenta Final
- Cuadernos de Barrio
- GEN Albirrojo Ueno
- Lindo Domingo
- De Todo y Con Todo
- Versus: Transmisión de Fútbol